# Евгений Николов

## Биография
Проф. доктор на мат. наук., Евгений Николов, роден през  5.11.1953 г.-17.7.2013,  също така и доктор по компютърно инженерство. Починал пет дни след катастрофа в Креснеското дефиле. 

## Кариера в БАН (административно израстване)
Ръководител на НЛКВ -БАН (национална лаборатория по компютърна вирусология) -1991-17.7.2013
заместник-председател на БАН (2008- 2012.),
и.д. председател на БАН  3 септември до 2 декември 2012 г. 
главен научен секретар на БАН - 3 декември 2012-17 юли 2013
Автор е на над 150 научни труда в български и международни издания
национален представител в Програмния комитет "Сигурност" на Седмата рамкова програма на Европейската комисия към Управителния съвет на БАН
зам.-председател на Специализирания научен съвет по информатика и математическо моделиране към ВАК.
член  на редакционната колегия и рецензент на научното "Списание по информатика - Сердика
автор на експертизи, поръчани от МВР, Върховната касационна прокуратура и Военноапелативната прокуратура.

## Семейство
Женен има две дъщери. Съпругата му Мария и американските му сватове, загиват в катастрофата на 12.07.2013. 

## Любопитно
Евгений Николов остава в историята като експертът на когото е поверена експертизата по делото за нерегламентираното подслушване на мобилната техника в служба СДОТО в МВР. Тъй като проф. Николов е единственият експерт, който е заявил при следствието, че автомобилът за подслушване „Крайслер” действително може да подслушва от разстояние и в него могат да се намерят доказателства за това, различни експерти изказват спекулации, че смъртта му не е случайна. 